# فابيو أوقستو
فابيو أوقستو (بالبرتغالية: Fábio Augusto‏) هو لاعب كرة قدم ومدرب كرة قدم برازيلي، ولد في 6 مايو 1972 في نيتيروي في البرازيل. لعب مع أتلتيكو مينيرو وبوتافوغو ريغاتاس وديسبورتيفا كابيزابا ونادي أمريكا ونادي غواراني ونادي فلامنغو ونادي فيتوريا ونادي فيغورينسي ونادي كالمار ونادي كورينثيانز.

## وصلات خارجية
- فابيو أوقستو على موقع قاعدة بيانات كرة القدم.إي يو (الإنجليزية)